# Nělgese
Nělgese (rusky Нельгесе, Нэлгэсэ nebo Нельгехе, jakutsky Нэльгэһэ) je řeka v Jakutské republice v Rusku. Je 566 km dlouhá. Povodí má rozlohu 15 200 km².

## Průběh toku
Pramení na Verchojanském hřbetu a teče převážně přes Janskou pahorkatinu. Ústí zleva do Adyče v povodí Jany.

## Vodní režim
Zdrojem vody jsou sněhové a dešťové srážky. Průměrný roční průtok vody ve vzdálenosti 14 km od ústí činí 38,4 m³/s. Zamrzá na konci září až v říjnu a rozmrzá v květnu. Od prosince do dubna promrzá až do dna.